# 劉浩霖
劉浩霖（Lau Ho Lam，1993年1月22日—），生於香港，香港足球運動員，司職中場。

## 球會生涯
劉浩霖生於香港，在小學四年級開始代表屯門青苗，後來在中四轉會到由李健和教練執教的乙組球會東方，直到於2013年6月獲東方提昇至甲組隊。
直到在2014年夏天被外借到港超聯球會黃大仙，最終協助黃大仙以聯賽第8名護級成功。球季完結後，劉浩霖被借予新成立的港超聯球會夢想駿其，並於季內在各項賽事上陣18場，協助駿其取得聯賽第6名，可是駿其在球季後因為缺乏經費，而選擇退出港超聯。
在2016年夏天，劉浩霖獲港超聯球會元朗教練曾昭達賞識，簽約加盟，並於9月24日對香港飛馬的聯賽，於76分鐘以一記遠射為元朗追和2–2，取得職業生涯首個入球外，還協助元朗最終以同樣比數完場。直到於2017/18球季，劉浩霖被轉型為進攻中場，並於各項賽事上陣22場錄得1球，在2018年1月27日對母會東方龍獅的高級組銀牌決賽錄得1球進帳，協助元朗相隔50年後再奪得冠軍。球季完結後，劉浩霖回歸東方龍獅。
僅在母會效力一季後，劉浩霖於2020－21球季轉投南區。
2022－23球季，劉浩霖加盟香港超級聯賽球會深水埗。

## 國際賽生涯
在2017年8月，劉浩霖第二度入選香港對澳門代表隊的第73屆港澳埠際賽名單，更在是次賽事首度為香港隊正選上陣，兼改踢進攻中場，即在開賽僅兩分鐘禁區外遠射得手，最終協助香港以4–0勝出，成功衛冕冠軍。

## 榮譽
元朗
- 香港高級組銀牌冠軍（2017–18季度）

香港代表隊
- 港澳埠際賽冠軍（2015、2017年）

## 外部連結
- 香港足球總會網頁球員註冊資料（页面存档备份，存于）